# Agathis erythrogastra
Agathis erythrogastra är en stekelart som beskrevs av Cameron 1905. Agathis erythrogastra ingår i släktet Agathis och familjen bracksteklar. Inga underarter finns listade i Catalogue of Life.